# أرفيد أبيرج
أرفيد أبيرج (بالسويدية: Arvid Åberg)‏ هو منافس ألعاب قوى سويدي، ولد في 14 يونيو 1885 في Lofta ‏ في السويد، وتوفي في 8 نوفمبر 1950 في نورشوبينغ في السويد.

## وصلات خارجية
- أرفيد أبيرج على موقع SpeedSkatingBase.eu (الإنجليزية)
- أرفيد أبيرج على موقع SpeedSkatingNews.info (الإنجليزية)
- أرفيد أبيرج على موقع SpeedSkatingStats.com (الإنجليزية)
- أرفيد أبيرج على موقع اللجنة الأولمبية الدولية (الإنجليزية)
- أرفيد أبيرج على موقع أوليمبيديا (الإنجليزية)
- أرفيد أبيرج على موقع اللجنة الأولمبية السويدية (السويدية)